# 四川音乐学院
四川音樂學院（簡稱川音）位於中華人民共和國成都市城南，創建於1939年，前身為四川省立戲劇音樂實驗學校，1959年6月改為現名，是中國一所音樂學院，首任院長常蘇民。現任院長易柯，四川音乐学院作曲專業畢業，2011年起上任。

## 校園
四川音乐学院由新都校区、武侯校区、资阳临空经济区校区三個校區組成。武侯校區位於成都市武侯区，北依錦江，南臨四川大學，佔地116畝。新都校區位於成都市新都區，距中心16公里，佔地1040畝。资阳临空经济区校区位于资阳市雁江区。
學院有學生10,000人，教職工1240人，專任教師810人。
學院下設川音綿陽藝術學院，川音通俗音樂學院，川音成都美術學院，川音國際演藝學院，川音附中等教學單位。

## 著名校友
- 李宇春 - 2002年考入四川音乐学院通俗系，2005年超級女聲全國總冠軍。
- 何潔 - 2004年考入四川音乐学院通俗系，2005年超級女聲全國第4名。
- 譚維維 - 1998年考入四川音乐学院聲樂系，2006年超級女聲全國亞軍，2010年被聘為川音副教授。
- 魏晨 - 2004年考入四川音乐学院流行歌舞系，2007年快樂男聲全國第3名。
- 王錚亮 - 畢業于四川音乐学院手風琴專業，2007年快樂男聲全國第10名，2010年被聘為川音副教授。
- 馬雪陽 - 畢業于四川音乐学院小提琴專業，天娛傳媒男子團體至上勵合成員。
- 黃英 - 2007年考入四川音乐学院，後來輟學，2009年快樂女聲全國第3名。
- 潘虹樾 - 2008年考入四川音乐学院聲樂系，2009年快樂女聲全國第8名。
- 劉著 - 2009年考入四川音乐学院作曲系，2010年快樂男聲個性選手，以其跨性別身分而知名。
- 范竞马－1977年被四川音乐学院录取，毕业于川音声乐系，男高音歌唱家。
- 汪小敏 - 2011年9月考入四川音樂學院流行演唱系。
- 代悅 - 2010年畢業於四川音樂學院流行演唱專業本科班；同年參加花兒朵朵獲得全國第五名，隨後發行寫真集《無可取代》。
- 周奇奇
- 駱蕾 - 四川音樂學院藝術管理系畢業後，於2018年成為四川音樂學院碩士研究生的一員，研究方向是聲樂(流行唱法)。
- 沈小婷- 四川音樂學院藝術表演系畢業，TOPCLASS娛樂簽約練習生，騰訊《創造營2020》學員。Kep1er成员。
- 羅亦凡-aka.thomeboydontkill,成都音樂廠牌digi gehtto成員，擅長陷阱風格和旋律型說唱